# Musée de la fabrication du papier de Duszniki-Zdrój
Le musée de la fabrication du papier (en polonais : Muzeum Papiernictwa) est un musée d'histoire consacré à la fabrication du papier et situé à Duszniki-Zdrój, en voïvodie de Basse-Silésie, en Pologne.
Il est installé depuis 1968 dans une ancienne usine à papier du XVIe siècle au bord de la rivière Bystrzyca Dusznicka (pl).
C'est un des monuments historiques de Pologne.

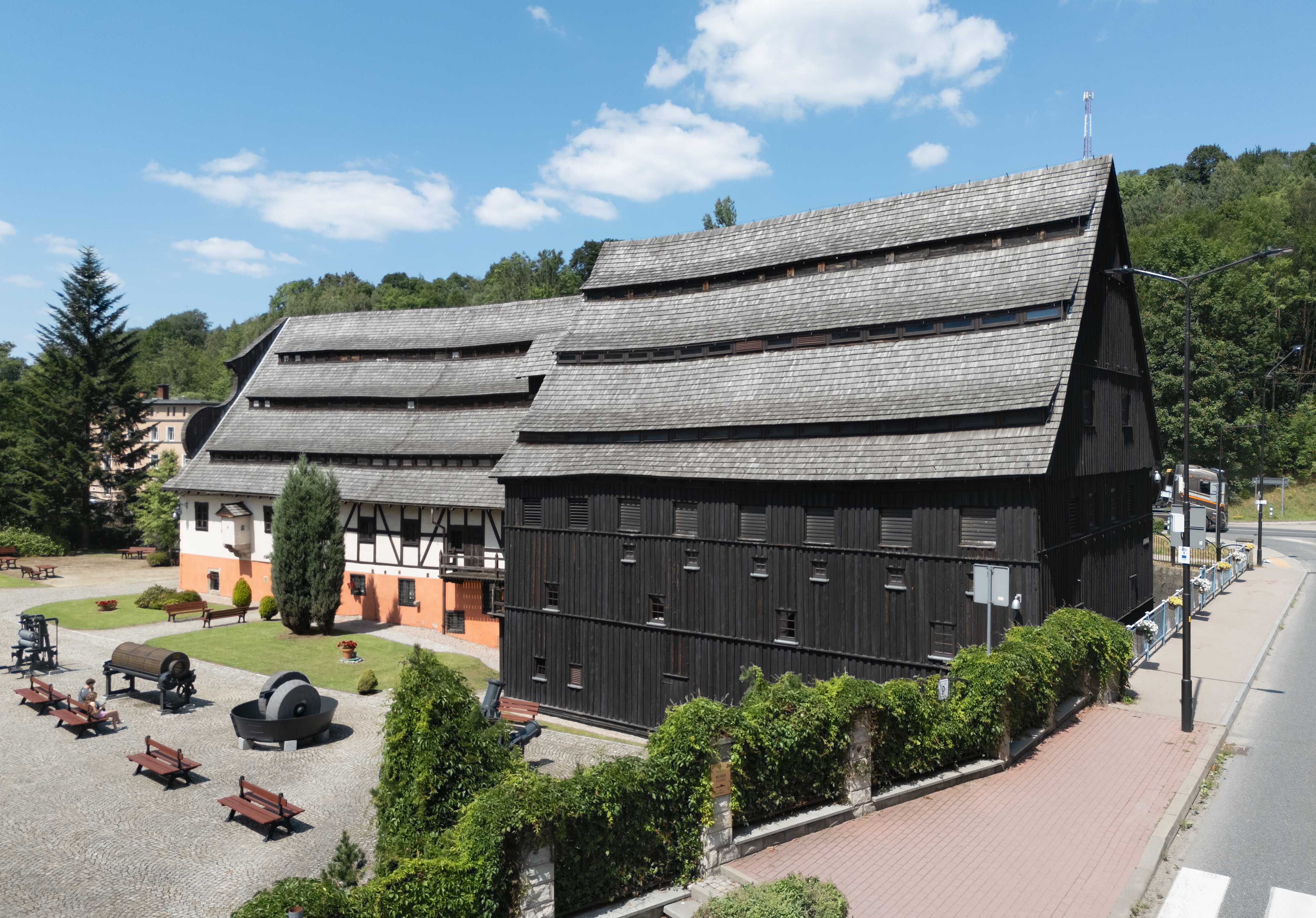
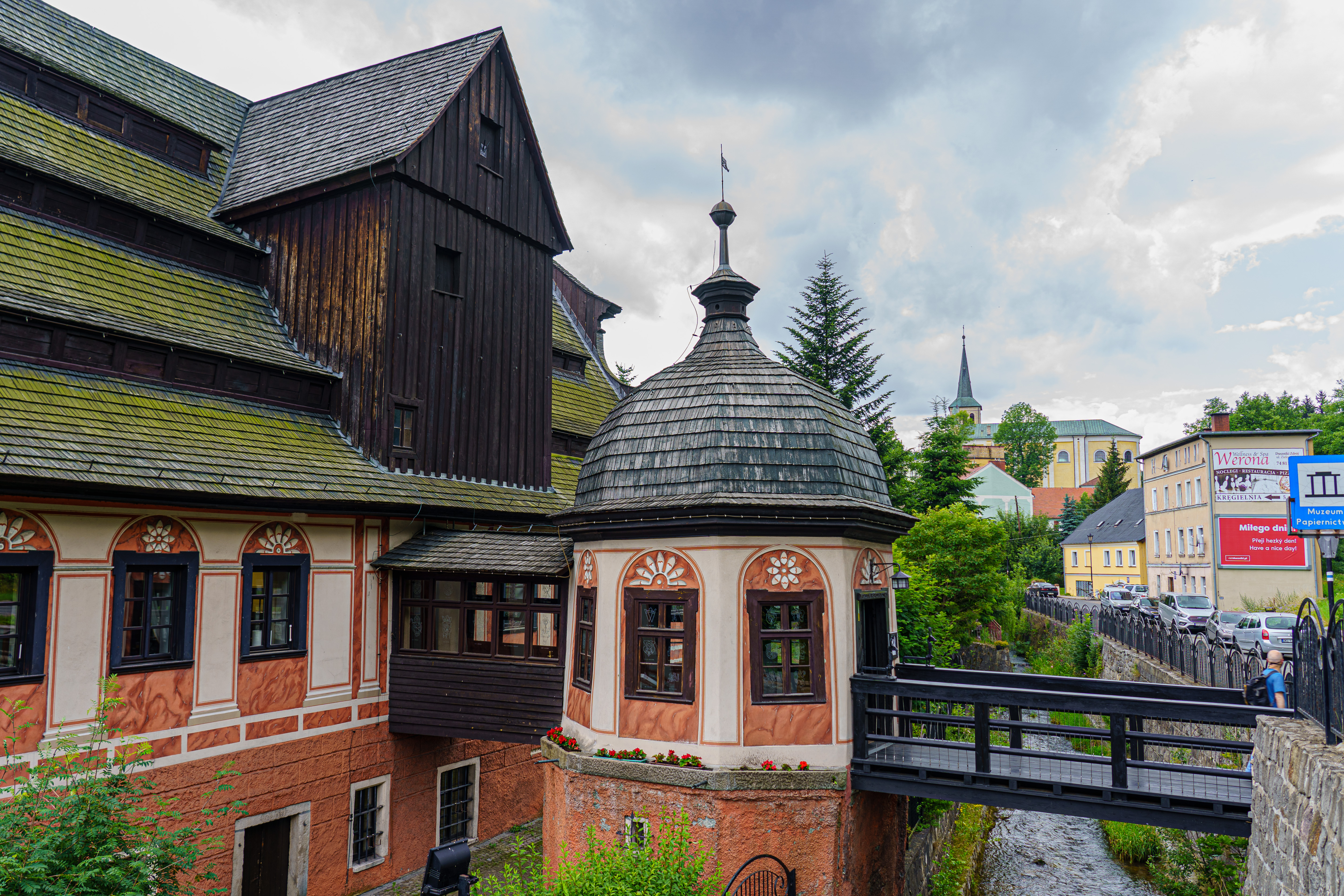
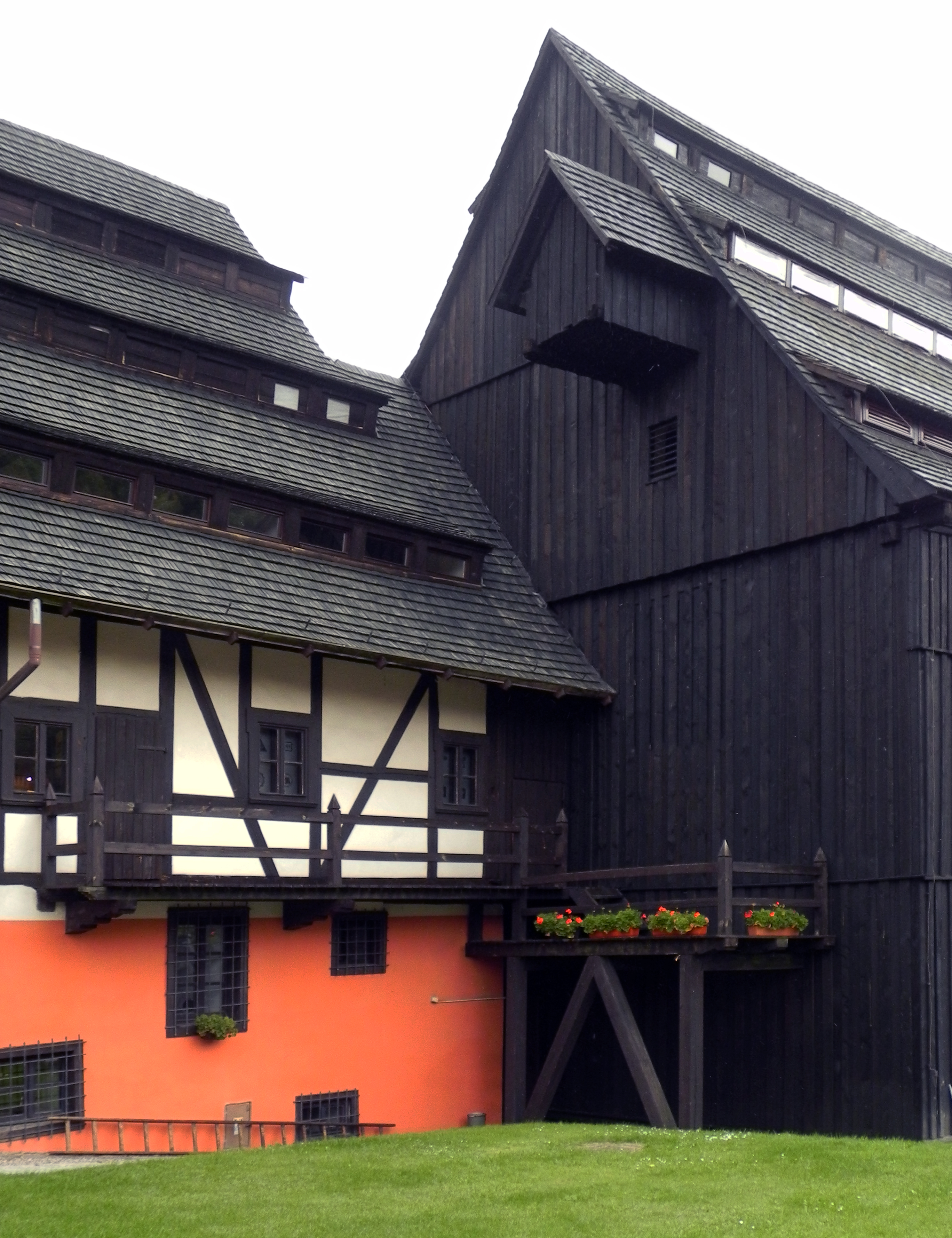
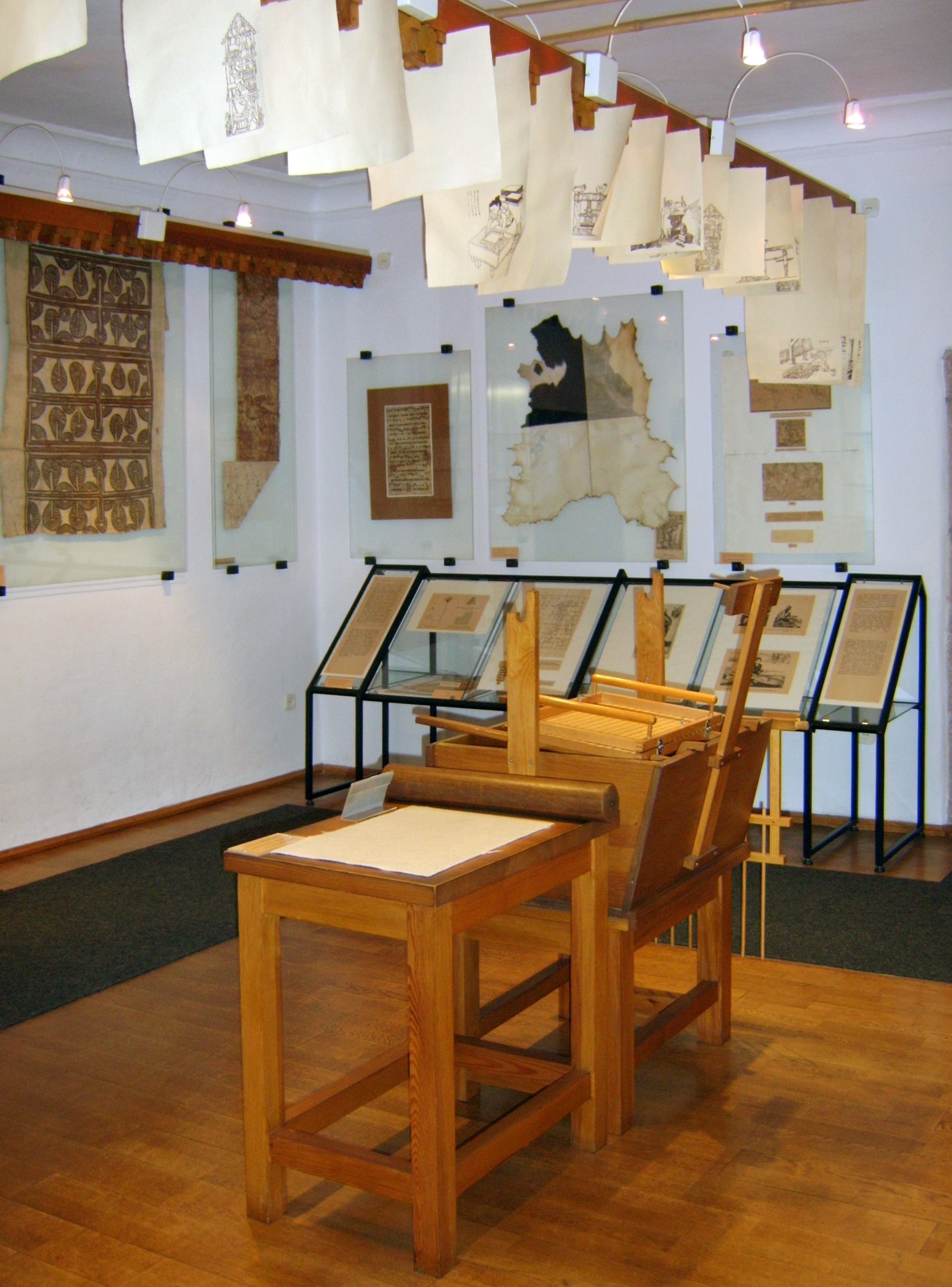
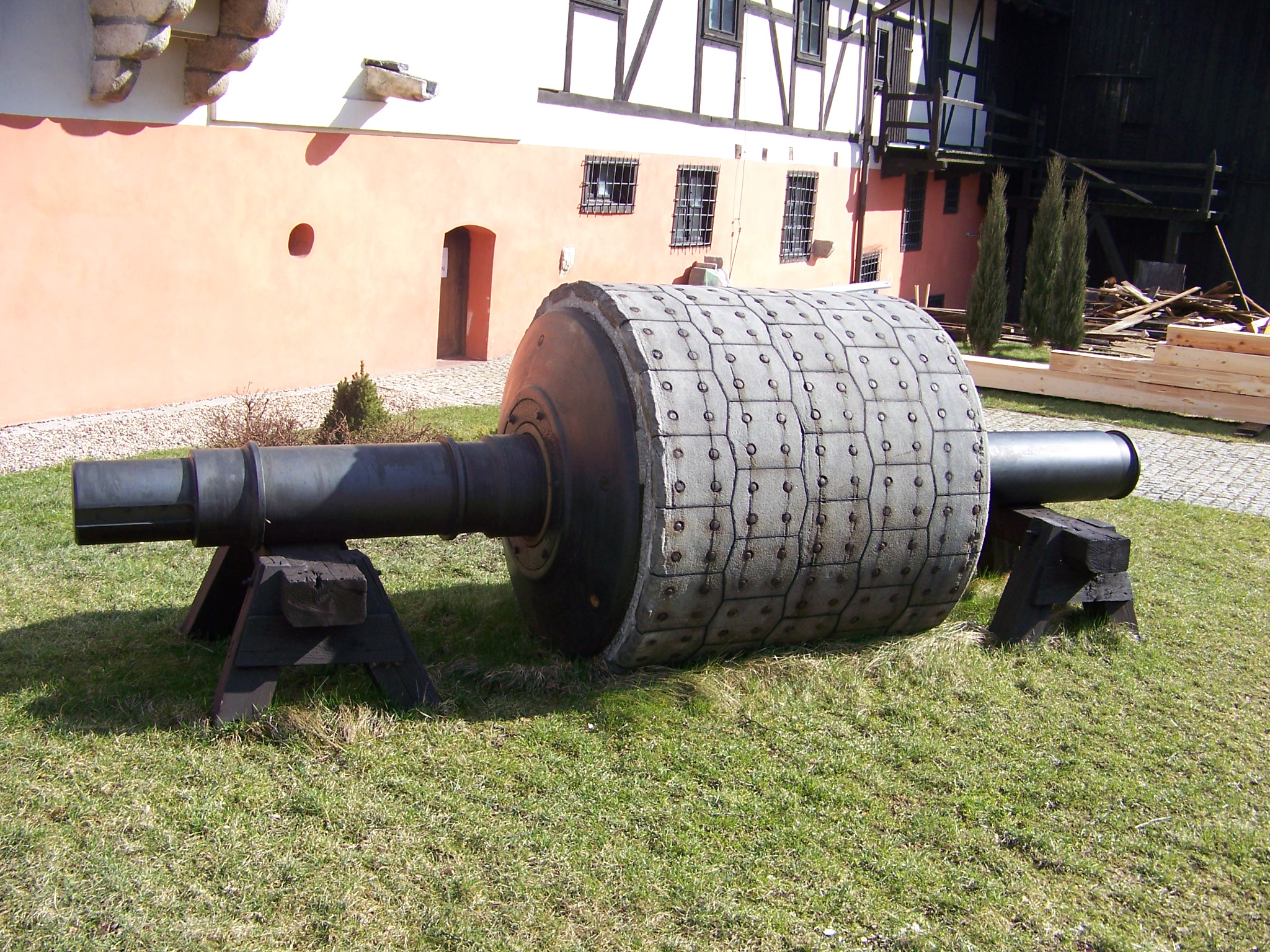